# إدغار الكسندر ميرنز
إدغار الكسندر ميرنز (بالإنجليزية: Edgar Alexander Mearns) (و. 1856 – 1916 م) هو عالم نبات، وعالم طيور، وعالم حيواني من الولايات المتحدة الأمريكية . ولد في هايلاند فالس .
توفي في واشنطن العاصمة .